# Pitagoraszi prímek

Az 5 pitagoraszi prím és négyzetgyöke mindketten egész befogókkal rendelkező derékszögű háromszögek átfogói. A képletek megmutatják, hogyan lehet bármely egész oldalú derékszögű háromszöget áttranszformálni olyan egész oldalú derékszögű háromszöggé, melyek átfogója az első háromszög átfogójának a négyzete.

A pitagoraszi prímek 4n + 1 alakban felírható prímszámok. Ezek pontosan azok a páratlan prímek, melyek felírhatók két négyzetszám összegeként.
Ezzel ekvivalens megfogalmazás, hogy a Pitagorasz-tétel alapján olyan p prímszámokról van szó, melyekre √p
```
egész befogójú 
derékszögű háromszög
 átfogójának hossza, valamint olyan 
p
 prímszámok, melyeknél 
p
 maga is 
pitagoraszi háromszög
 átfogója. Például az 5 pitagoraszi prím, 
√
5

az 1 és 2 befogójú derékszögű háromszög átfogója, 5 pedig a 3 és 4 befogójúé.
```

## Értékek és sűrűség
Az első néhány pitagoraszi prímszám:
5, 13, 17, 29, 37, 41, 53, 61, 73, 89, 97, 101, 109, 113, ... (A002144 sorozat az OEIS-ben).
A számtani sorozatokra vonatkozó Dirichlet-tétel alapján ez a sorozat végtelen sok elemet tartalmaz. Ennél erősebb állítás, hogy bármely n természetes számra a pitagoraszi és nem pitagoraszi prímek száma nagyjából megegyezik. A tapasztalatok alapján azonban a pitagoraszi prímek száma általában valamivel kisebb a nem pitagorasziaknál, ezt a jelenséget Csebisev-torzításnak  nevezik.
Például a 600 000-nél kisebb n értékek közül csak 26 861-re és 26 862-re igaz, hogy több nála kisebb páratlan pitagoraszi prím létezik, mint nem pitagoraszi.

## Kifejezhetőség két négyzetszám összegeként
Egy páratlan és egy páros szám négyzetének összege mindig kongruens 1 mod 4, de léteznek olyan összetett számok – ilyen például a 21 –, melyek ≡1 mod 4 és mégsem fejezhetők ki két négyzetszám összegeként.
A kétnégyzetszám-tétel kimondja, hogy a két négyzetszám összegeként kifejezhető prímszámok egész pontosan a 2 és azok a páratlan prímek, melyek ≡1 mod 4. Az ilyen számok négyzetszámösszegként való kifejezése egyedi, a két négyzetszám sorba rendezésének erejéig.
A Pitagorasz-tétel segítségével ez a felírás geometriailag is értelmezhető: a pitagoraszi prímek éppen azok a páratlan p prímszámok, melyekhez létezik egész oldalú befogókkal rendelkező derékszögű háromszög, melynek átfogója √p
. Ezek éppen azok a p prímszámok, melyekhez létezik egész oldalhosszúságú derékszögű háromszög, melynek átfogója p hosszúságú. Hiszen ha az x és y a befogó, √p
```
az átfogó (feltehetjük, hogy 
x
 
>
 
y
), akkor az 
x
2
 
−
 
y
2
 és 2
xy
 befogókkal rendelkező derékszögű háromszög átfogója éppen
 
p
.
[
5
]
```

A négyzetösszeg szemléletes megértésének másik módja a Gauss-egészeket hívja segítségül; ezek olyan komplex számok, melyek valós és imaginárius része is egész szám.
Az x + yi Gauss-egész normája x2 + y2.
Így a pitagoraszi prímek (és a 2) Gauss-egészek normáiként jelentkeznek, míg a többi prím nem. A Gauss-egészek körében a pitagoraszi prímek nem prímszámok, mivel felbonthatók:
p = (x + yi)(x − yi).
Hasonló módon a négyzetük is felbontható, a prímtényezős felbontástól eltérő módon:
p2 = (x + yi)2(x − yi)2 = (x2 − y2 + 2xyi)(x2 − y2 − 2xyi).
A felbontásban szereplő tényezők valós és imaginárius részei az adott derékszögű háromszögek befogói hosszának felelnek meg.

## Kvadratikus maradékok
A kvadratikus reciprocitás tétele alapján ha p és q különböző páratlan prímek, melyek közül legalább az egyik pitagoraszi, akkor p akkor és csak akkor kvadratikus maradék mod q, ha q kvadratikus maradék mod p; megfordítva, ha sem p, sem q nem pitagoraszi prím, akkor p akkor és csak akkor kvadratikus maradék mod q, ha q nem kvadratikus maradék mod p.
A Z/p véges test felett, ahol p pitagoraszi prím, az x2 = −1 egyenletnek két megoldása van. Ez úgy is megfogalmazható, hogy a −1 kvadratikus maradék mod p. Megfordítva, az egyenletnek nincs megoldása a Z/p véges test felett, ha p páratlan prím ugyan, de nem pitagoraszi.

A 13 csúcsú Paley-gráf

Minden p pitagoraszi prímhez hozzárendelhető egy p csúcsú Paley-gráf, ami a modulo p számokat jelképezi; a gráfban két szám akkor és csak akkor szomszédos, ha különbségük kvadratikus maradék. Ez a definíció ugyanazt a szomszédsági relációt eredményezi a kivonandó számok sorrendjétől függetlenül, a pitagoraszi prímek azon tulajdonsága miatt, hogy a −1 kvadratikus maradék.